# Arsenal Wanderers Football Club
L'Arsenal Wanderers Football Club est un club mauricien de football, basé à Arsenal, près de Pamplemousses. 
Le club joue ses matchs au Stade Anjalay, qui possède une capacité de 15 000 places. 

## Histoire
Le club joue en première division lors de la saison 2005-2006. 
Le club joue en troisième division mauricienne en 2011.

## Palmarès
- Championnat de Maurice D2
  - Champion en 2003-2004